# Angustialata hylotropha
Angustialata hylotropha är en fjärilsart som beskrevs av Antonius Johannes Theodorus Janse 1960. Angustialata hylotropha ingår i släktet Angustialata och familjen stävmalar. Inga underarter finns listade i Catalogue of Life.